# Oratorio di Sant'Elena e dell'invenzione della Croce
L'oratorio di Sant'Elena e dell'invenzione della Croce è un edificio religioso situato in contrada Selvole, alla periferia nord di Castel Goffredo, in provincia e diocesi di Mantova. 

## Storia e descrizione
L'oratorio è documentato nel 1566, durante la visita del vescovo di Brescia Domenico Bollani.
Fu ricostruito nel 1743, dotato di sagrestia e di un piccolo campanile, collocati sulla sinistra dell'ingresso.
L'interno, a navata unica a capanna, termina con un volto, oltre il quale è collocato l'altare. Nell'abside è collocata una pala raffigurante Il miracolo della Croce ritrovata da Sant'Elena, della fine del Cinquecento.
All'interno dell'oratorio è conservato un reliquiario contenente un frammento della Santa Croce (ex ligno crucis).